# 她殺之心
《她殺之心》（西班牙語：El lugar de la otra）是2024年Netflix原創智利歷史犯罪劇情電影，由的梅特·阿爾貝蒂執導，艾莉莎·祖魯艾塔和法蘭西絲卡·勒溫領銜主演。本片改編自阿莉亞·特拉布科·澤蘭撰寫的小說《殺手》（Las Homicidas），劇情背景設定於1950年代，講述一名智利女作家瑪麗亞·卡洛琳娜·格爾在聖地牙哥克里隆飯店犯下的謀殺案。
電影於2024年9月23日在第72屆聖賽巴斯提安國際影展首映，並且被選為代表智利角逐第97屆奧斯卡金像獎最佳國際影片獎的參賽作品。

## 劇情提要
知名作家瑪麗亞·卡洛琳娜·格爾因犯下殺人案而受到審判。法務祕書梅賽德斯（Mercedes）在瞭解瑪麗亞的生活後對她的案子著迷不已。

## 演員及角色
- 法蘭西絲卡·勒溫（英语：Francisca Lewin） 飾演 瑪麗亞·卡洛琳娜·格爾（西班牙语：María Carolina Geel）
- 艾莉莎·祖魯艾塔（英语：Elisa Zulueta） 飾演 梅賽德斯（Mercedes）
- 馬歇爾·塔格萊（西班牙语：Marcial Tagle）
- 帕布洛·馬卡亞（西班牙语：Pablo Macaya） 飾演 Efraín
- 蓋布瑞·烏爾祖亞（Gabriel Urzúa）

## 製作
電影由Fábula影視製片公司製作，並由帕布羅·拉瑞恩、胡安·德迪歐斯·拉瑞恩（Juan de Dios Larraín）和羅西奧·哈杜（Rocío Jadue）共同擔任監製。瑪麗安內·哈塔德（Mariane Hartard）、塞吉奧·卡米（Sergio Karmy）和克里斯提安·多諾索（Cristián Donoso）擔任執行製作人。主體拍攝在智利進行。

## 發行
2024年9月23日，《她殺之心》在第72屆聖賽巴斯提安國際影展首映。同月30日，電影在智利部分戲院有限上映。最終於2024年10月11日在Netflix全球上映。

## 獲獎與提名
| 年份 | 大獎                       | 類別     | 提名者       | 結果 | Ref.  |
| ---- | -------------------------- | -------- | ------------ | ---- | ----- |
| 2024 | 第72屆聖賽巴斯提安國際影展 | 金貝殼獎 | 《她殺之心》 | 提名 | [ 2 ] |

## 外部連結
- 互联网电影数据库（IMDb）上《她殺之心》的资料（英文）
- 在Netflix上觀看《她殺之心》